# Short Range Device
Ein Short Range Device (SRD) (deutsch etwa „Gerät mit kurzer Reichweite“) ist ein spezielles Funkgerät zur Sprach- oder Datenübertragung  für Jedermann-Funkanwendungen, das aufgrund seiner besonders geringen Ausgangsleistung nur eine geringe Reichweite besitzt. Es weist daher eine hohe elektromagnetische Verträglichkeit auf und wird andere HF-Geräte nicht stören.
Die alte Bezeichnung in Deutschland war auch Low Power Device (LPD) (deutsch etwa „Gerät mit geringer Leistung“). Die benutzten Funkgeräte müssen dabei zweifelsfrei die einschlägigen nationalen gesetzlichen Bestimmungen einhalten, die ihrerseits wiederum teilweise Bezug auf internationale Standards nehmen. Die Einhaltung dieser Bestimmungen dokumentiert der Inverkehrbringer durch Anbringen der CE-Kennzeichnung. Auf Verlangen muss er in der Lage sein, eine Konformitätserklärung dafür vorzuweisen.

## Frequenzen
SRDs gibt es in den folgenden Frequenzbereichen:
| Subband (MHz) | Nutzung   | Kanalraster        | max. ERP | zeitliche Nutzung, sog. Tastgrad |
| ------------- | --------- | ------------------ | -------- | -------------------------------- |
| 863,0–865,0   | allgemein | Breitband          | 25 mW    | <0,1 %                           |
| 865,0–868,0   | allgemein | Breitband          | 25 mW    | <1 %                             |
| 868,0–868,6   | allgemein | Breitband          | 25 mW    | <1 %                             |
| 868,7–869,2   | allgemein | Breitband          | 25 mW    | <0,1 %                           |
| 869,4–869,65  | allgemein | 25 kHz / Breitband | 500 mW   | <10 %                            |
| 869,7–870,0   | allgemein | Breitband          | 5 mW     | <=10 %                           |

| Subband (MHz) | Nutzung | Kanalraster | max. ERP | zeitliche Nutzung, sog. Tastgrad |
| ------------- | ------- | ----------- | -------- | -------------------------------- |
| 868,6–868,7   | Alarm   | 25 kHz      | 10 mW    | <0,1 %                           |
| 869,2–869,3   | Alarm   | 25 kHz      | 10 mW    | <0,1 %                           |
| 869,3–869,4   | Alarm   | 25 kHz      | 10 mW    | <1 %                             |
| 869,65–869,7  | Alarm   | 25 kHz      | 25 mW    | <=10 %                           |

## Nutzungsbeispiele
- Funkthermometer
- Funk-Alarmanlagen
- „Internet of Things“, z. B. Sigfox[5]

- Homematic IP
- Long Range Wide Area Network
- Kollisionswarnsystem Flarm für die Leichtaviatik